# Majiahe
Majiahe (kinesiska: 马家河, 马家河镇) är en köping i Kina. Den ligger i provinsen Hunan, i den södra delen av landet, omkring 45 kilometer söder om provinshuvudstaden Changsha. Antalet invånare är 19345. Befolkningen består av 9 596 kvinnor och 9 749 män. Barn under 15 år utgör 15,0 %, vuxna 15-64 år 74 %, och äldre över 65 år 10,0 %.
Genomsnittlig årsnederbörd är 1 875 millimeter. Den regnigaste månaden är maj, med i genomsnitt 330 mm nederbörd, och den torraste är oktober, med 39 mm nederbörd.